# Amerila crockeri
Amerila crockeri är en fjärilsart som beskrevs av Swinhoe 1892. Amerila crockeri ingår i släktet Amerila och familjen björnspinnare. Inga underarter finns listade i Catalogue of Life.